# 张汉夫
张汉夫（1930年1月—），男，陕西绥德人，中华人民共和国政治人物，曾任人事部副部长，第八、九届全国政协委员。